# Anh đào Evans
Anh đào Evans cũng được bán dưới tên 'Anh đào Bali', là một giống anh đào chua (Prunus cerasus) được tái phát hiện trong một vườn cây cổ thụ gần thành phố Edmonton, tỉnh Alberta, Canada. Điều này rất quan trọng vì anh đào không được coi là có thể sống được trong khí hậu khắc nghiệt của thảo nguyên Canada, nhưng mẫu vật, được phát hiện bởi Ieuan Evans, đã phát triển ở đó từ những năm 1920. Được trồng trên gốc ghép của chính nó và tự thụ phấn, Evans Cherry nở những bông hoa trắng vào mùa xuân và mang lại rất nhiều quả.
Evans đã từng nghĩ rằng anh đào có nguồn gốc ở Minnesota, nhưng theo các báo cáo gần đây, ông tin rằng nó có thể đến từ Alaska, nơi cây anh đào Evans được trao cho những người định cư.

## Đặc điểm
Giống cây anh đào Evans phát triển từ 12 đến 14 foot (3,7 đến 4,3 m) - những cây anh đào chua khác thì cao hơn - với những bông hoa màu trắng nở rộ vào mùa xuân, quả màu đỏ tươi với trọng lượng trung bình 0,15 ounce (4,4 gram) và nước ép có màu hồng nhạt. Cây có thể được trồng trên gốc của chính nó để không có vấn đề ghép; đây là một lợi thế, vì với việc ghép có thể không có sự không tương thích giữa đỉnh hoặc chồi và gốc ghép, hoặc một liên kết ghép kém có thể khiến thân cây bị tách ra sau đó khi cây phát triển lớn hơn. Sinh trưởng tốt nhất dưới dạng cây thay vì cây bụi để thu hoạch trái cây dễ nhất, anh đào Evans là cây anh đào 3a tự cho quả với mùa thu hoạch ở Bắc Mỹ vào tháng 8.

## Lịch sử
Ieuan Evans, một người làm vườn, và là một chuyên gia về bệnh thực vật và là nhà khoa học nghiên cứu cho Bộ Nông nghiệp Alberta, đã phát hiện ra một người làm vườn, được xác định là "Bà Bower", sống ở phía đông bắc của thành phố Edmonton gần Fort Saskatchewan. Bà đã trồng những cây anh đào có nhiều trái vào năm 1923. Vườn cây đang bị phá hủy để nhường chỗ cho việc xây dựng nhà tù Liên bang, vì vậy Boward đã mời Evans lấy một số cây trong vườn đem về Vườn ươm Cây Alberta và cho mục đích cá nhân của ông. Evans phát hiện ra những mầm non từ cây anh đào rất dễ nhân giống và để phát triển nên ông đã phân phát chúng cho một nhóm người quen và bạn bè. Phản ứng từ những người trồng cây với kết quả tuyệt vời và rất tích cực. Tuy nhiên, vào thời điểm đó, các vườn ươm đã từ chối bán cây Evans Cherry được đặt tên hiện nay, mặc dù có bằng chứng, rằng anh đào sẽ không phát triển trên thảo nguyên Canada. Cuối cùng, các vườn ươm như Vườn DNA gần Red Deer, Alberta đã bắt đầu nhân giống và bán cây. Sau đó, một vườn ươm của thành phố Winnipeg Manitoba bắt đầu bán hàng ngàn cây anh đào, và hiện tại họ luôn bán hết hàng mỗi năm. Cây, hiện thuộc phạm vi công cộng, đã được bán dưới dạng nhánh cũng như được nuôi cấy mô ở các vùng của Canada và Hoa Kỳ.

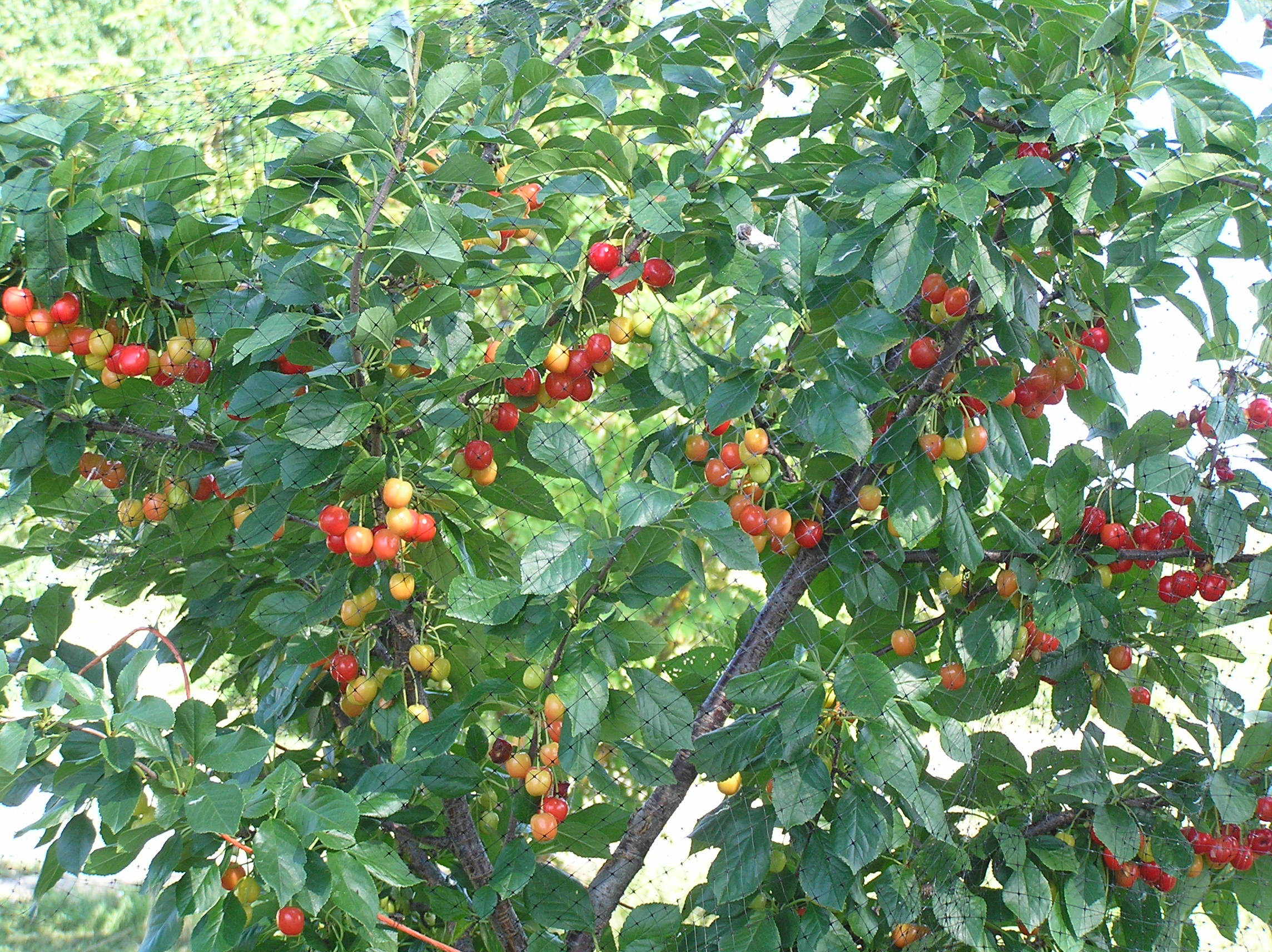
Quả chín